# Lago di Olginate
Lago di Olginate este o arie protejată (arie specială de conservare — SAC, sit de importanță comunitară — SCI) din Italia întinsă pe o suprafață de 78 ha, integral pe uscat.

## Localizare
Centrul sitului Lago di Olginate este situat la coordonatele 45°47′43″N 9°25′24″E / 45.795278°N 9.423333°E.

## Înființare
Situl Lago di Olginate a fost declarat sit de importanță comunitară în iunie 1995 pentru a proteja 55 de specii de animale. Situl a fost protejat și ca arie specială de conservare în iulie 2016.

## Biodiversitate
Situată în ecoregiunea continentală, aria protejată conține 3 habitate naturale: Cursuri de apă de la nivel de câmpie la nivel montan, cu vegetație Ranunculion fluitantis și Callitricho-Batrachion, Păduri aluvionare cu Alnus glutinosa și Fraxinus excelsior (Alno-Padion, Alnion incanae, Salicion albae), Lacuri eutrofice naturale cu vegetație de tip Magnopotamion sau Hydrocharition.
La baza desemnării sitului se află mai multe specii protejate:
- păsări (44): lăcar mare (Acrocephalus arundinaceus), privighetoare-de-baltă (Acrocephalus melanopogon), lăcar-de-rogoz (Acrocephalus schoenobaenus), lăcar-de-lac (Acrocephalus scirpaceus), pescăruș albastru (Alcedo atthis), rață pitică (Anas crecca), egretă mare (Ardea alba), stârc roșu (Ardea purpurea), stârc galben (Ardeola ralloides), rață-cu-cap-castaniu (Aythya ferina), rața moțată (Aythya fuligula), rață roșie (Aythya nyroca), buhai de baltă (Botaurus stellaris), chirighiță neagră (Chlidonias niger), șerpar (Circaetus gallicus), erete de stuf (Circus aeruginosus), erete vânăt (Circus cyaneus), egretă mică (Egretta garzetta), presură de stuf (Emberiza schoeniclus), șoim călător (Falco peregrinus), vânturel de seară (Falco vespertinus), muscar-gulerat (Ficedula albicollis), lișiță (Fulica atra), cufundar polar (Gavia arctica), codalb (Haliaeetus albicilla), acvilă pitică (Hieraaetus pennatus), rândunică (Hirundo rustica), Hydrocoloeus minutus, stârc pitic (Ixobrychus minutus), sfrâncioc roșiatic (Lanius collurio), pescăruș-cu-cap-negru (Larus melanocephalus), gaia neagră (Milvus migrans), gaia roșie (Milvus milvus), stârc de noapte (Nycticorax nycticorax), viespar (Pernis apivorus), corcodel mare (Podiceps cristatus), corcodel-cu-gât-roșu (Podiceps grisegena), cresteț pestriț (Porzana porzana), cristei de baltă (Rallus aquaticus), corcodel mic (Tachybaptus ruficollis), călifar roșu (Tadorna ferruginea), fluierar de mlaștină (Tringa glareola), Zapornia parva, Zapornia pusilla
- amfibieni (1): Rana latastei
- mamifere (3): liliac cu urechi mari (Myotis bechsteinii), liliac cu urechi de șoarece (Myotis blythii), liliacul mare cu potcoavă (Rhinolophus ferrumequinum)
- pești (7): Alosa agone, Barbus plebejus, Chondrostoma soetta, Cobitis bilineata, zglăvoacă (Cottus gobio), Rutilus pigus, Telestes muticellus

Pe lângă speciile protejate, pe teritoriul sitului au mai fost identificate 4 specii de plante, 3 specii de amfibieni, 4 specii de mamifere, 6 specii de pești, 4 specii de reptile.